# Love Hina
Love Hina (japanisch ラブひな rabu hina) ist eine abgeschlossene Manga-Serie des japanischen Zeichners Ken Akamatsu, die auch als Anime-Serie umgesetzt wurde. Sie ist dem Shōnen-Genre zuzuordnen.

## Handlung
Love Hina handelt von dem Jungen Keitarō Urashima, der an der Universität Tokio studieren möchte, aber kurz davor ist, zum dritten Mal durch die Aufnahmeprüfung zu fallen.
Da ihn seine Eltern zu Hause rausgeworfen haben, kommt er in die Pension Hinata Inn (Hinata Ryokan), die seiner Oma gehört. Hier wohnen aber zu Keitarōs Verwunderung nur Mädchen und junge Frauen. Er trifft dort Naru Narusegawa, ein Mädchen, das er bereits bei den Aufnahmeprüfungen für die Universität gesehen hat. Er hat den Verdacht, sie sei seine Sandkasten-Liebe, mit der er als Kind ein Versprechen eingegangen ist: Beide werden zusammen auf die Universität Tokio gehen. Allerdings zog dieses Mädchen weg und er sah es nie wieder.
Keitarō wird im Hinata Inn von seiner Tante als Hausverwalter – oder besser gesagt als „Mädchen für alles“ – angestellt. Als einziger Junge in einer Mädchenherberge wird er von den Bewohnerinnen oft geärgert und geneckt. Gemeinsam mit ihnen durchlebt Keitarō einige Abenteuer, Situationen des ganz normalen Lebens und auch so manchen Ausnahmezustand. Dabei wird er vom Außenseiter immer mehr zu einem Teil der Gruppe. 
Im Laufe der Handlung entsteht langsam eine Beziehung zwischen Naru und Keitarō, der glaubt, sie sei das Mädchen aus seiner Kindheit. Allerdings erscheint dann ein Mädchen namens Mutsumi Otohime, und es scheint, dass in Wirklichkeit sie die geheime Liebe aus Keitarōs Kindheit ist. Obwohl das Kindheitsversprechen für Keitarō unglaublich wichtig ist, erkennt er, dass seine Liebe zu Naru stärker ist. Nachdem alle drei die Aufnahmeprüfung bestanden haben, werden Naru und Keitarō ein Paar und heiraten im letzten Band.

## Figuren
Keitaro Urashima (浦島景太郎, Urashima Keitarō)
Keitarō ist zu Beginn der Serie 19 Jahre alt und wurde von seiner Großmutter Hinata Urashima, die sich auf einer Weltreise befindet, zum Hausverwalter des Hinata Inn ernannt. Durch ein Versprechen, das er vor 15 Jahren seiner Sandkastenliebe gemacht hatte, will er unbedingt an der Universität von Tokio aufgenommen werden. Er hatte schon immer Pech mit den Frauen, ist beim Lernen nicht gerade der Erfolgreichste und gerät durch seine Tollpatschigkeit ständig in zweideutige Situationen, weswegen er schnell als Spanner und Perversling verschrien ist. Er gibt sich große Mühe, seinen Freunden nicht zur Last zu fallen, und kann es nicht ertragen, andere unglücklich zu sehen.
Naru Narusegawa (成瀬川奈留, Narusegawa Naru)
Naru ist eine der Bewohnerinnen des Hinata Inn und zu Beginn der Serie 17 Jahre alt. Genau wie Keitarō versucht auch sie, an der Universität von Tokio aufgenommen zu werden. Naru ist hochintelligent und schön, wird aber rasch eifersüchtig, wodurch Keitarō öfter mal Narus Faust zu spüren bekommt. Trotzdem entwickelt sich zwischen den beiden eine Liebesbeziehung. Sie ist ein herzensguter Mensch und sorgt sich um das Wohlergehen ihrer Mitbewohnerinnen.
Mutsumi Otohime (乙姫睦美, Otohime Mutsumi)
Auch Mutsumi versucht, auf die Universität Tokio zu kommen. Wie Keitarō ist sie drei Mal durch die Aufnahmeprüfung gefallen, obwohl sie hochbegabt ist. Sie ist die einzige Person, die ihre Liebe zu Keitarō nie verheimlicht. Mutsumi leidet unter starken Kreislaufproblemen, weswegen sie oft sehr ungeschickt und naiv wirkt, sie ist aber eigentlich unglaublich stark und intelligent.
Shinobu Maehara (前原忍, Maehara Shinobu)
Obwohl Shinobu erst zwölf Jahre alt ist, ist sie für das Hinata Inn unersetzlich, da sie sich oft ganz alleine um den Haushalt kümmert und alle bekocht. Sie ist sehr schüchtern und fängt schnell an zu weinen, im Verlauf der Serie legt sie dieses Verhalten jedoch teilweise ab. Sie ist die erste Bewohnerin des Wohnheims, die sich in Keitarō verguckt, schafft aber aufgrund ihres fehlenden Selbstbewusstseins nie, dies zum Ausdruck zu bringen.
Motoko Aoyama (青山素子, Aoyama Motoko)
Motoko ist zu Beginn der Serie 15 Jahre alt und eine weitere Bewohnerin des Hinata Inn. Sie ist eine hervorragende Schwertkämpferin, aber ein verschlossener und meist ernster Charakter. Sie verbringt viel Zeit mit Training und versteckt ihren Körper unter weiten Kleidern, da sie es auf den Tod nicht ausstehen kann, Kleider oder Röcke anzuziehen. Außerdem hat sie panische Angst vor ihrer Schwester sowie vor Schildkröten. Anfangs verachtet sie Keitarō, aber wie alle anderen Bewohnerinnen des Hinata Inn verliebt auch sie sich in Keitarō.
Mitsune Konno (紺野美津, Konno Mitsune, Spitzname 狐 kitsune, „Fuchs“)
Mitsune ist zu Beginn der Serie 19 Jahre alt und eine der Bewohnerinnen des Hinata Inn. Sie trinkt lieber Alkohol und spielt Glücksspiele, als zu arbeiten und so das Geld für die Miete zusammenzubekommen. Besonders gerne betont sie ihre „weiblichen Vorzüge“.
Sū Kaora (カオラ・スゥ, Kaora Sū, auch Kaolla Suu)
Die zu Beginn der Serie 13-jährige Su ist ein echtes Energiebündel und technisch hoch begabt. Mit ihrer verspielten, hektischen Art und ihren verrückten Erfindungen sorgt sie im Hinata Inn für allerhand Trubel. Su stammt aus dem fernen Königreich Molmol und ist dort die von allen geliebte Prinzessin. Sie hat Motoko sehr gern und schläft auch oft in ihrem Zimmer. Sū hat überwiegend Hunger und versucht in der Regel, Tama zu verspeisen.
Haruka Urashima (浦島晴香, Urashima Haruka)
Haruka ist Keitarōs Tante, die ehemalige Hausverwalterin des Hinata Inn und nun Besitzerin des Hinata-Teehauses. Sie ist Kettenraucherin, und ihr Charakter ist eher ausgeglichen und unergründlich. Sie hat eine Beziehung mit Seta, will es aber erst nicht zugeben. Zu Beginn der Serie ist sie 27 Jahre alt.
Noriyasu Seta (瀬田記康, Seta Noriyasu)
Seta ist Professor für Archäologie an der Universität von Tokio. Früher hat er Naru und Kitsune Nachhilfe gegeben, woraufhin sie sich in ihn verliebten. Auch er ist zunächst drei Mal durch die Aufnahmeprüfung gefallen. Seta ist der Adoptivvater von Sarah McDougal.
Sarah MacDougal (サラ・マクドゥガル, Sara Makudugaru)
Sarah ist Setas Adoptivtochter. Als Keitarō anfängt, für Seta zu arbeiten, macht sie ihm immer Schwierigkeiten; z. B. zerbricht sie etwas und gibt ihm die Schuld. Sie wird von Seta gegen ihren Willen ins Hinata Inn umquartiert, findet dort aber in Sū eine gute Freundin. Sie hat ständig Unsinn im Kopf.
Kanako Urashima (浦島可奈子, Urashima Kanako)
Kanako ist 17 Jahre alt, als sie im Hinata Inn auftaucht. Sie ist Keitarōs jüngere Schwester (allerdings nicht blutsverwandt, sie wurde von Keitarōs Eltern adoptiert) und ein wenig schwierig. Sie war mit ihrer Großmutter auf Weltreise, kommt aber gegen Ende der Serie (Band 11) in die Pension zurück und macht daraus, während Keitarōs Abwesenheit, vorübergehend ein Hotel. Mit der Zeit wird klar, dass sie in ihren Bruder Keitarō verliebt ist, und so entwickelt sich zwischen ihr und Naru ein gespanntes Verhältnis. Kanako führt eine Liste über die anderen Bewohner des Hinata Inn und kann diese auch imitieren (Cosplay). Kanako ist die einzige in der Pension, die sich mit Motoko messen kann, da sie die geheimen Kampftechniken der Urashima-Familie beherrscht.
Tamago (卵, tamago, dt. „Ei“, von allen immer nur Tama genannt)
Tama ist eine Wasserschildkröte, genauer eine Onsen-Wasserschildkröte (eine fiktive Spezies). Der Unterschied zu allen anderen Schildkrötenarten ist der, dass sie schreiben und sogar fliegen kann. Keitarō hat Tama von Mutsumi geschenkt bekommen.
Hina Urashima (浦島 ひなた, Urashima Hina)
Hina ist die Großmutter von Keitarō. Sie befindet sich auf andauernder Weltreise und setzt Keitarō als Hausverwalter ein. Ihr Ziel ist es, in den verschiedensten heißen Quellen auf der ganzen Welt zu baden.

## Veröffentlichungen
Love Hina erschien in Japan in Einzelkapiteln im Manga-Magazin Shōnen Magazine des Kodansha-Verlags. Diese Einzelkapitel wurden auch in 14 Sammelbänden zusammengefasst. Das Thema wurde von Ken Akamatsu und Kurou Hazuki auch für eine Romanumsetzung als Light Novel aufbereitet („Zieh Leine, Keitaro“ und „Die geheime Quelle“). Zusätzlich wurden noch zwei Spezialbände „Band 0“ und „Band ∞“ veröffentlicht, die Hintergrundinformationen zur Serie liefern.
Ein Sonderkapitel wird anlässlich der Veröffentlichung des 300. Kapitels von Ken Akamatsus neuer Serie Magister Negi Magi am 1. September 2010 im Shōnen Magazine erscheinen.
Auf Deutsch ist die Manga-Serie bis auf die beiden Spezialbände vollständig bei Egmont Manga und Anime (EMA) erschienen.
Am 26. November 2010 startete Ken Akamatsu die Website J-Comi, auf der nicht mehr verlegte Manga kostenlos und DRM-frei veröffentlicht werden sollen. Das zu diesem Zeitpunkt im Betastatus befindliche Angebot startete mit allen 14 Bänden von Love Hina.

## Anime
Der Anime zu Love Hina besteht aus 30 Folgen darunter 2 Specials: Christmas Special – Silent Eve (クリスマススペシャル 〜サイレント・イヴ〜) und Haru Special – Kimi Sakura　chiru nakare!! (春スペシャル 〜キミ サクラチルナカレ!!〜). Zwar bleibt die Grundgeschichte im Anime die gleiche und beginnt mit der Ankunft Keitaros in der Pension, jedoch ist jede Folge quasi eine eigene Minigeschichte, die sich jeweils um ein eigenes Thema wie Freundschaft, Mut, Veränderungen oder Liebe dreht. Dazu werden Ereignisse aus den Mangas verarbeitet, aber auch sogenannte „Anime-Only“-Geschichten erzählt, die nicht im Manga, sondern nur im Anime vorkommen. In der letzten Episode werden Naru und Keitaro ein Paar (dies ist im Manga nicht so klar einzugrenzen, eigentlich erst Band 12).
Eine drei Folgen umfassende OVA mit dem Titel Love Hina Again (ラブひなAgain), welche das Ende der Serie (die Handlung des Manga ab Band 11) behandelt, wurde ebenfalls von Xebec animiert.
Die Serie und die OVAs wurden in Deutschland, Österreich, der Schweiz und Polen von Anime Virtual (heute Kazé) komplett auf 9 DVDs veröffentlicht. Am 27. August 2007 erfolgte eine Neuveröffentlichung in insgesamt 3 DVD-Boxen. Der Soundtrack ist zudem bei Wasabi Records in Deutschland erhältlich.

### Synchronisation
| Rolle            | Japanischer Sprecher (Seiyū) | Deutscher Sprecher |
| ---------------- | ---------------------------- | ------------------ |
| Keitaro Urashima | Yuuji Ueda                   | Kim Hasper         |
| Kentarou Sakata  | Okiayu Ryoutarou             | Julien Haggége     |
| Seta Noriyasu    | Matsumoto Yasunori           | Johannes Berenz    |
| Naru Narusegawa  | Yui Horie                    | Maria Koschny      |
| Mitsune Konno    | Junko Noda                   | Sonja Spuhl        |
| Motoko Aoyama    | Yuu Asakawa                  | Maxi Deutsch       |
| Su Kaora         | Reiko Takagi                 | Julia Meynen       |
| Shinobu Maehara  | Masayo Kurata                | Giuliana Jakobeit  |
| Shinobus Vater   | Ebara Masashi                | Peter Reinhardt    |
| Mutsumi Otohime  | Satsuki Yukino               | Ilona Brokowski    |
| Sara McDougal    | Kobayashi Yumiko             | Kathrin Neusser    |
| Haruka Urashima  | Megumi Hayashibara           | Katrin Zimmermann  |
| Masayuki Haitani | Yoshino Hiroyuki             | Tobias Müller      |
| Ranban Ruu       | Ueda Yuuji                   | Sebastian Schulz   |
| Kodai            | Yukie Maeda                  | Annika Desch       |
| Shirai Kimiaki   | Miyashita Michio             | Robin Kahnmeyer    |

## Auszeichnungen
Der Manga wurde 2001 mit dem Kodansha-Manga-Preis in der Kategorie Shōnen ausgezeichnet.